# Sáfrányos tündérmadár
A sáfrányos tündérmadár (Clytomyias insignis) a madarak osztályának verébalakúak (Passeriformes) rendjébe és a tündérmadárfélék (Maluridae) családjába tartozó Clytomyias egyetlen faja.

## Rendszerezés
Legközelebbi rokonai a Chenorhamphus nembe tartoznak.

## Előfordulása
Új-Guinea szigetén, Indonézia és Pápua Új-Guinea területén honos. A természetes élőhelye szubtrópusi és trópusi hegyi esőerdők.

## Alfajai
- Clytomyias insignis insignis Sharpe, 1879
- Clytomyias insignis oorti Rothschild & Hartert, 1907

## Megjelenése
Testhossza 15 centiméter. A nem többi tagjához képest világosabb a tollazata. Nagy feje, felcsapott hosszú farka és erős lába van.

## Életmódja
A kisebb csapatban, a sűrű aljnövényzetben keresgéli rovarokból és pókokból álló táplálékát.

## Külső hivatkozások
- Képek az interneten a fajról[halott link]
- Internet Bird Collection - videók a fajról. [2010. június 1-i dátummal az eredetiből archiválva].
- Xeno-canto.org - a faj hangja[halott link]